# De quinquaginta curialitatibus ad mensam
De quincenta curialitatibus ad mensam (Cinquanta cortesie a tavola in latino) è un'opera del Bonvesin della Riva scritta in volgare lombardo che contiene cinquanta regole di galateo per stare a tavola con altre persone, scritta dal frate durante il suo periodo di permanenza a Legnano.
Conteneva già principi presenti nel galateo di oggi, come il non sedersi mai prima del proprietario di casa o dell'ospite d'onore, il sedersi dritti in tavola, il rimanere allegri, il non poggiare i gomiti sul tavolo, il mangiare con moderazione e spezzettando il cibo, il non parlare mai né bere a bocca piena, evitando anche gli eccessi con l'alcol, il coprirsi la bocca quando si tossisce o si starnutisce, il non criticare il cibo, il servire prima le donne e gli ospiti, il non toccarsi il naso e la bocca, il tenere lontani gli animali domestici e l'evitare di parlare di cose negative o di problemi di salute.